# أرسينوليت
أرسينوليت هو معدن أكسيدي للزرنيخ، ولوحدته البلورية الصيغة الكيميائية As4O6، ويوجد على شكل بلورات على شكل ثمانيات سطوح صغيرة، ذات لون تتراوح بين الأبيض الفضي إلى الرمادي إلى الأزرق، وأحياناً ذات لون أصفر أو زهري وذلك حسب الشوائب المرافقة.
وصف جيمس دوايت دانا المعدن أول مرة سنة 1854 وذلك من عينة استخرجت من جبال هارز في ألمانيا، وأطلق عليه هذه التسمية من الإغريقية بمعنى «حجر الزرنيخ».